# Бефруа Бельгії та Франції

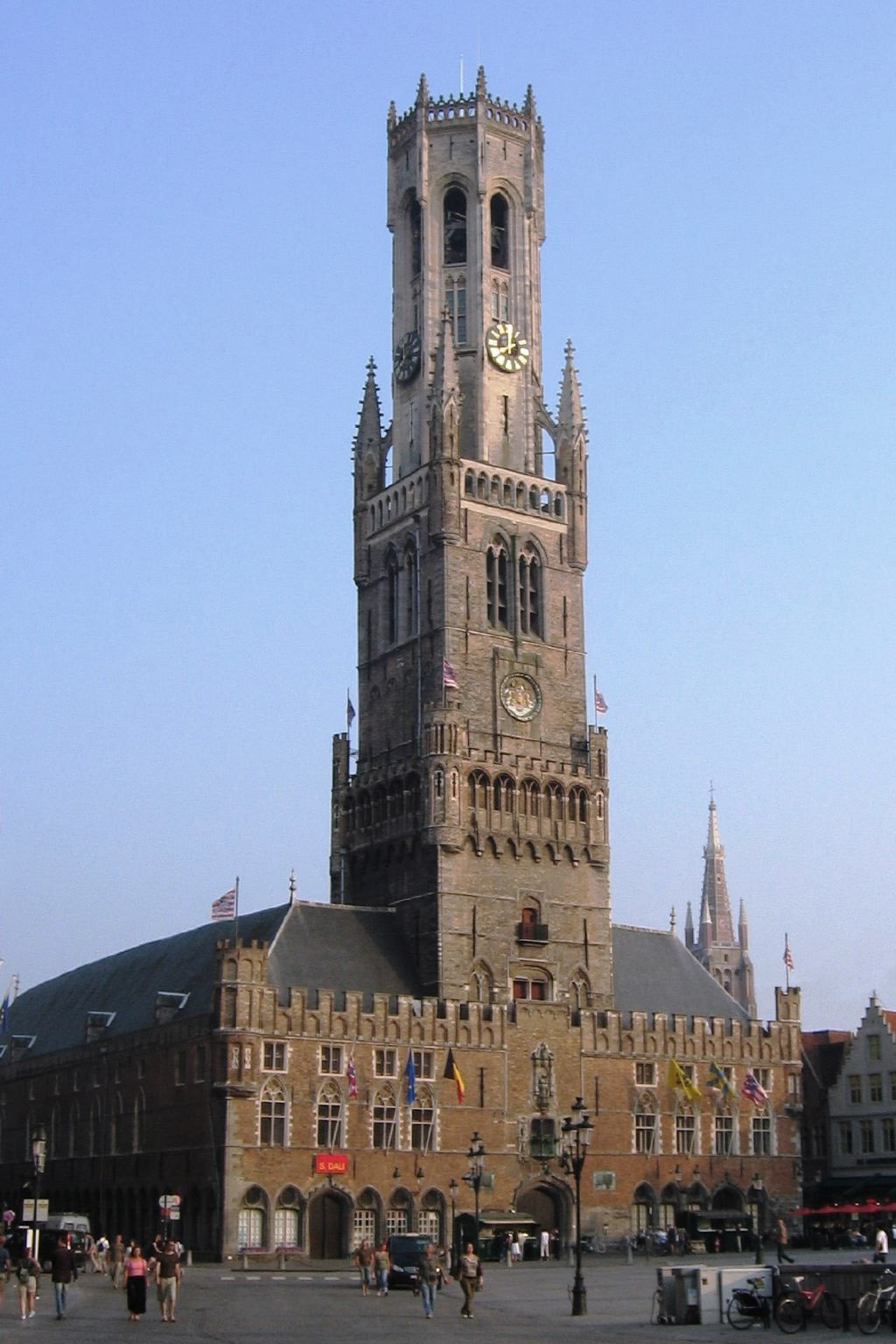
Бефруа в Брюгге

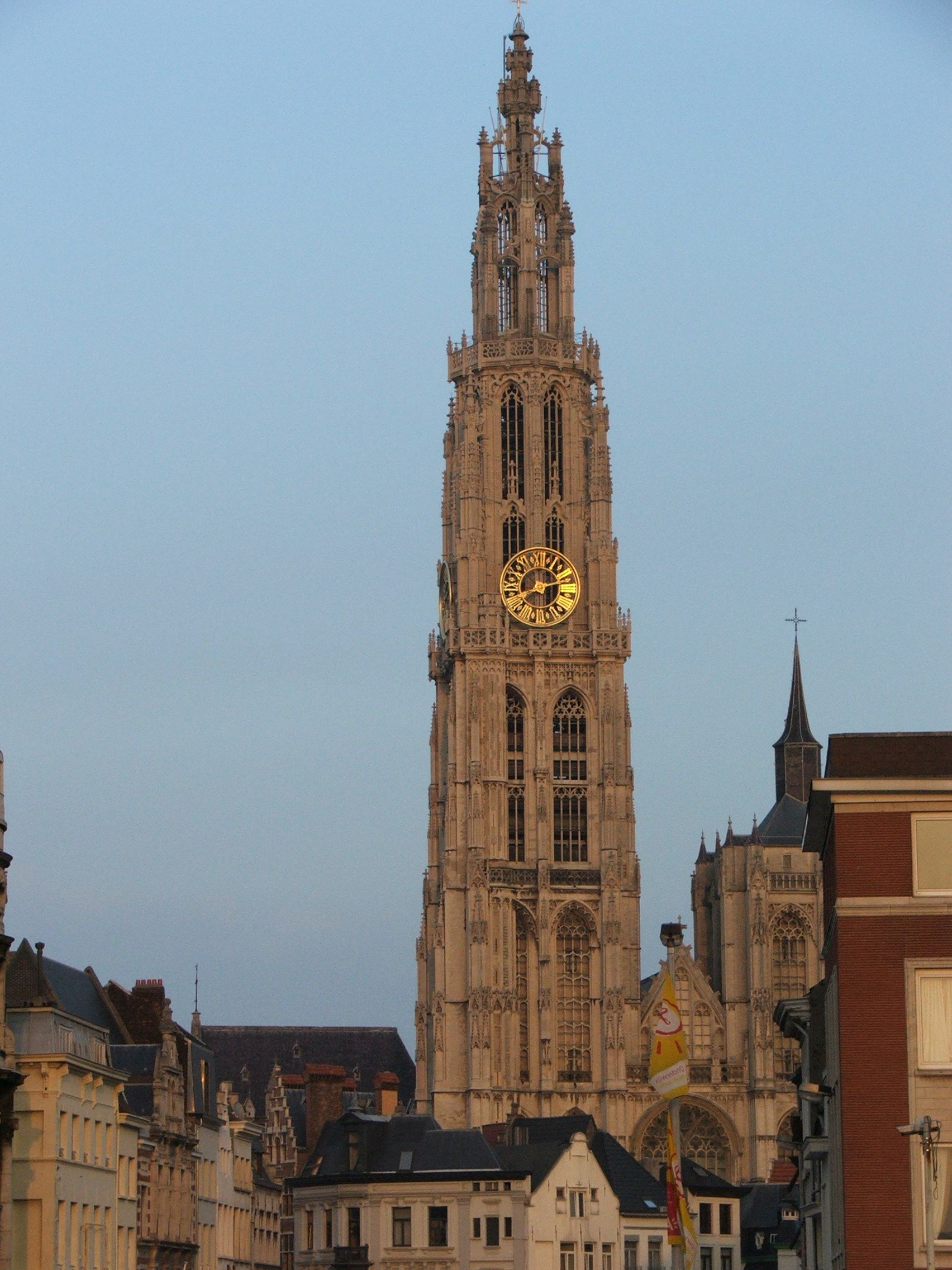
Собор Антверпенської Богоматері

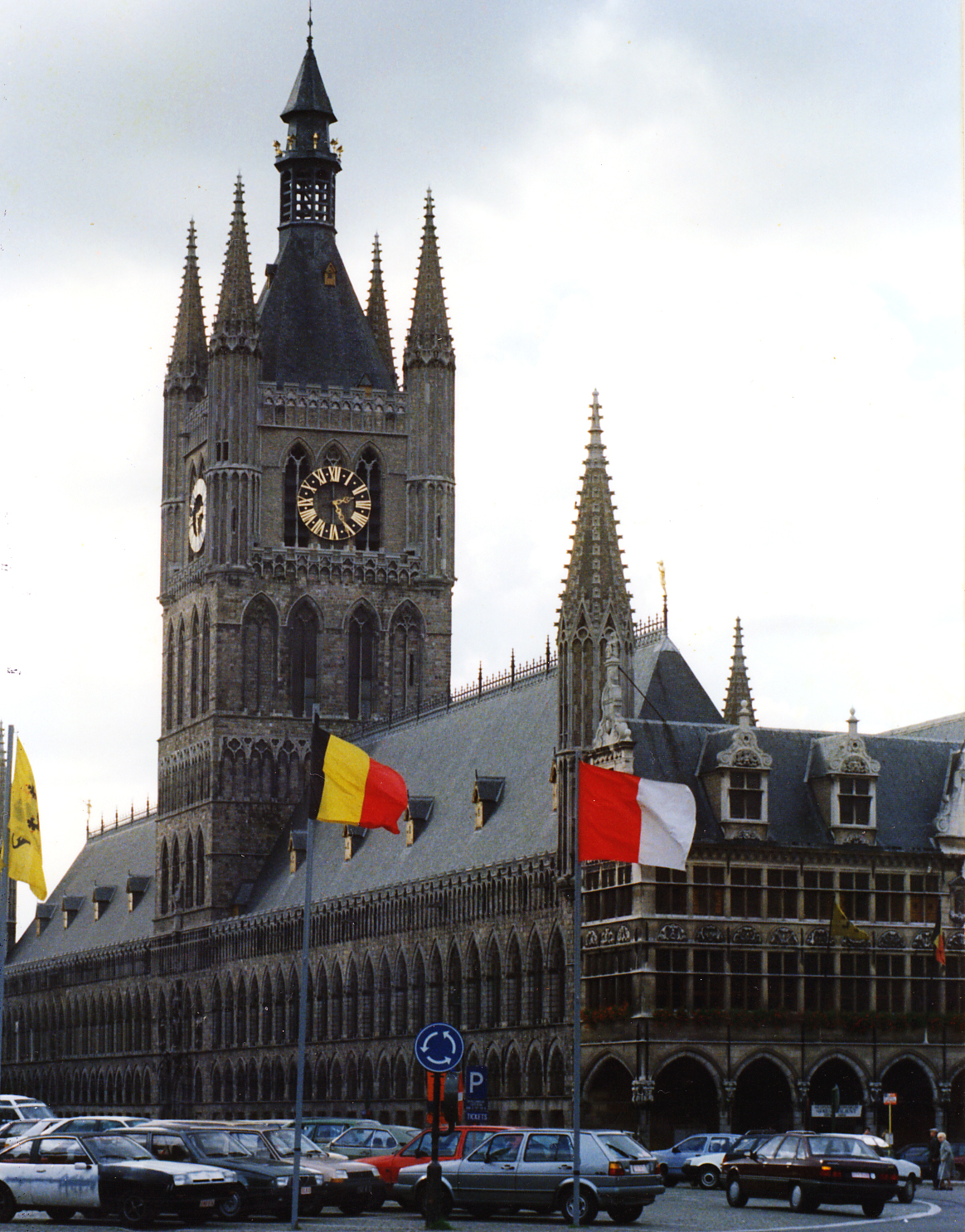
Палата сукнарів, Іпр

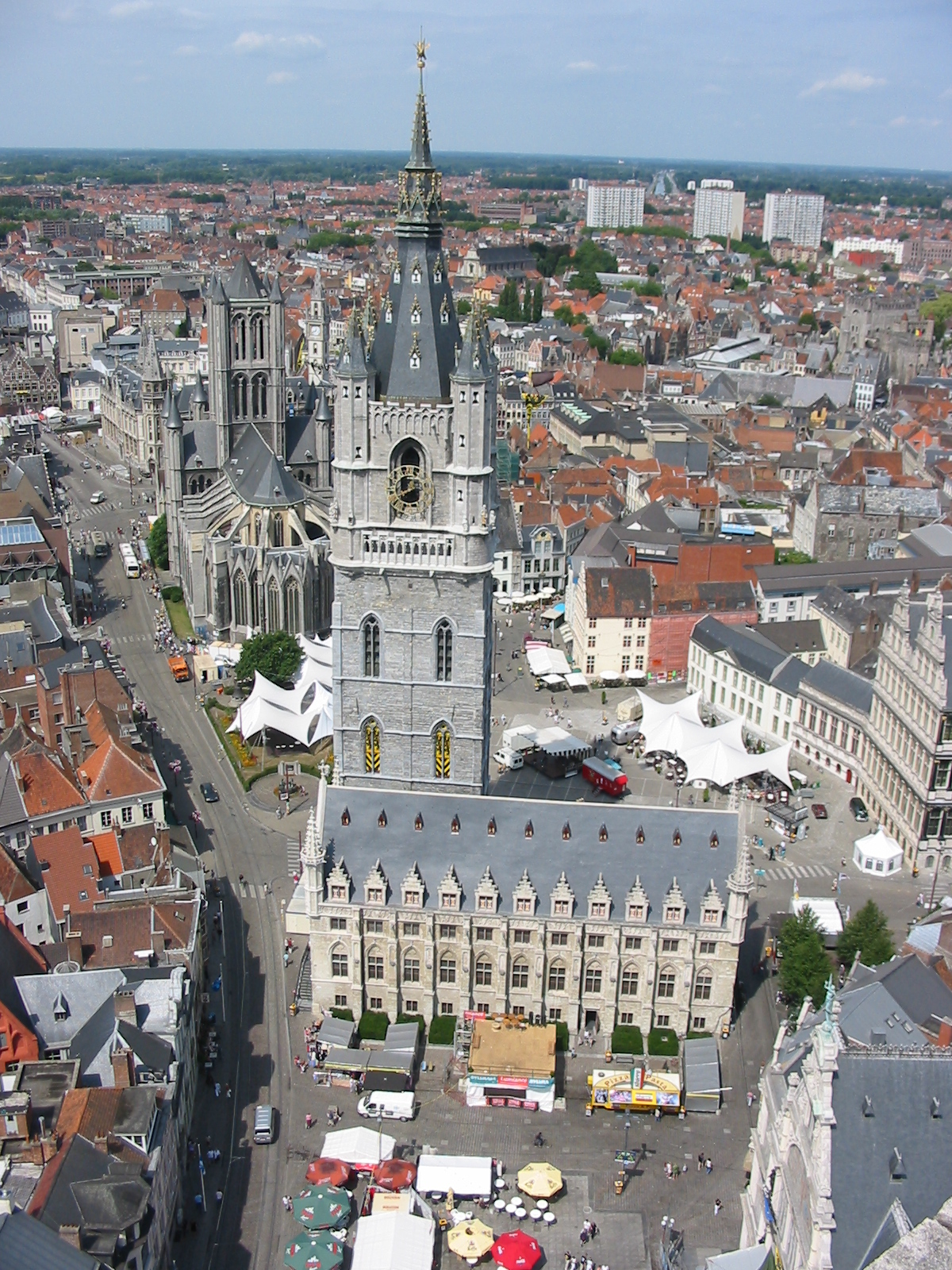
Бефруа в Генті

Бефруа́ Бельгії та Франції (від фр. beffroi — «вічева вежа», «вежа міської ради») — міська вежа у багатьох містах Північно-Західної Європи доби Середньовіччя. 24 фламандські і 6 валлонських бефруа занесені до списків Світової спадщини ЮНЕСКО. Вежі бефруа могли бути як церковними дзвіницями, так і звичайними сторожовими баштами зі дзвонами. Така вежа, зазвичай, вказувала на вольності міста.
Номери відповідають указаним у списку ЮНЕСКО ID 943/943bis

## Бельгія

### Фландрія

#### Антверпен
| ID 943—002 | Антверпен | Собор Антверпенської Богоматері                                   |
| ID 943—003 | Антверпен | Міська ратуша                                                     |
| ID 943—013 | Лір       | Ратуша і бефруа                                                   |
| ID 943—016 | Мехелен   | Собор Св. Ромбаут                                                 |
| ID 943—015 | Мехелен   | Палата сукнарів і бефруа, найстаріша частина сьогоднішньої ратуші |
| ID 943—009 | Херенталс | Палата сукнарів і бефруа                                          |

#### Західна Фландрія
| ID 943—004 | Брюгге     | Бефруа                                                     |
| ID 943—025 | Верне      | Бефруа                                                     |
| ID 943—006 | Діксмейде  | Ратуша і бефруа                                            |
| ID 943—010 | Іпр        | Палата сукнарів і бефруа                                   |
| ID 943—011 | Кортрейк   | Бефруа                                                     |
| ID 943—014 | Ло-Ренінге | Бефруа                                                     |
| ID 943—017 | Менен      | Ратуша і бефруа                                            |
| ID 943—018 | Ньюпорт    | Зернова палата і бефруа                                    |
| ID 943—020 | Руселаре   | Ратуша, торгова палата і бефруа                            |
| ID 943—022 | Тілт       | Бефруа, також відома як палата сукнарів і зал міської ради |

#### Східна Фландрія
| ID 943—001 | Алст        | Будівля міської ради та бефруа            |
| ID 943—019 | Ауденарде   | Ратуша з бефруа                           |
| ID 943—008 | Гент        | Бефруа, палата сукнарів і міська в'язниця |
| ID 943—005 | Дендермонде | Ратуша з бефруа                           |
| ID 943—007 | Екло        | Ратуша з бефруа                           |

#### Фламандський Брабант
| ID 943—026 | Заутлеу | церква св. Леонарда           |
| ID 943—012 | Левен   | церква св. Петра з бефруа     |
| ID 943—023 | Тінен   | церква св. Германа Паризького |

#### Лімбург
| ID 943—021 | Сінт-Трейден | Ратуша з бефруа                    |
| ID 943—024 | Тонгерен     | Базиліка Тонгеренской Божої матері |

### Валлонія

#### Ено
| ID 943—027 | Бінш     | Ратуша з бефруа |
| ID 943—029 | Монс     | Бефруа          |
| ID 943—032 | Турне    | Бефруа          |
| ID 943—031 | Тюен     | Бефруа          |
| ID 943—028 | Шарлеруа | Ратуша з бефруа |

#### Намюр
| ID 943—056 | Жемблу | Бефруа |
| ID 943—030 | Намюр  | Бефруа |

## Франція

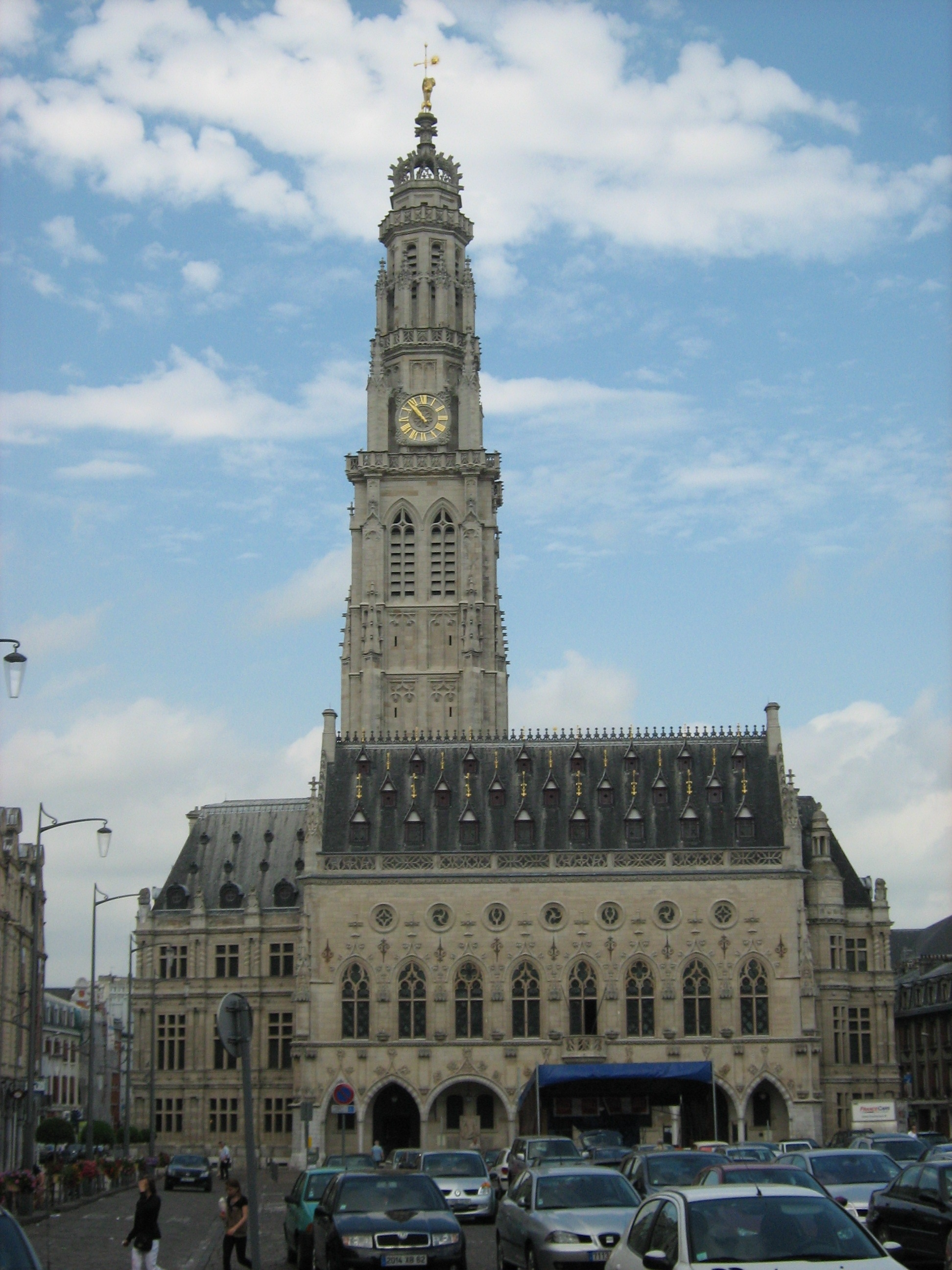
Бефруа в Аррасі, Франція

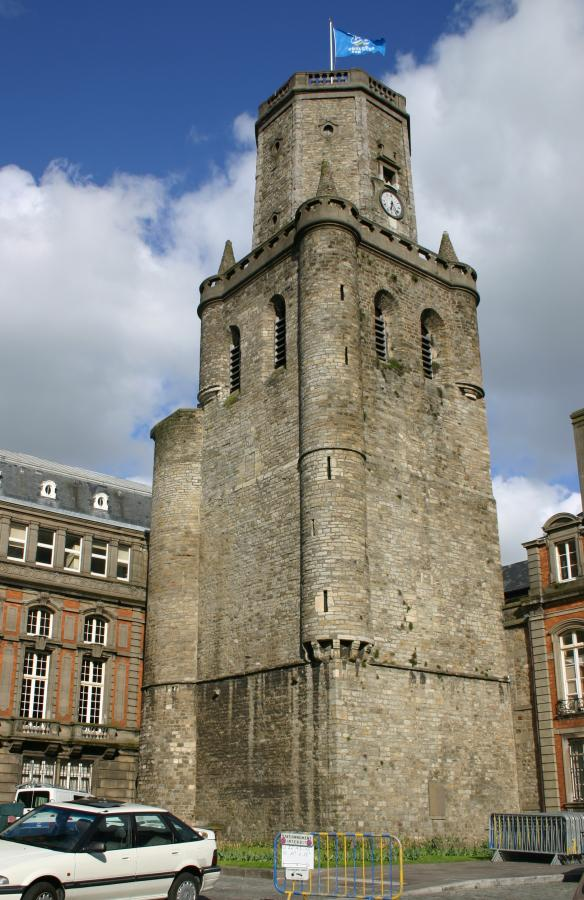
Булонь-сюр-Мер

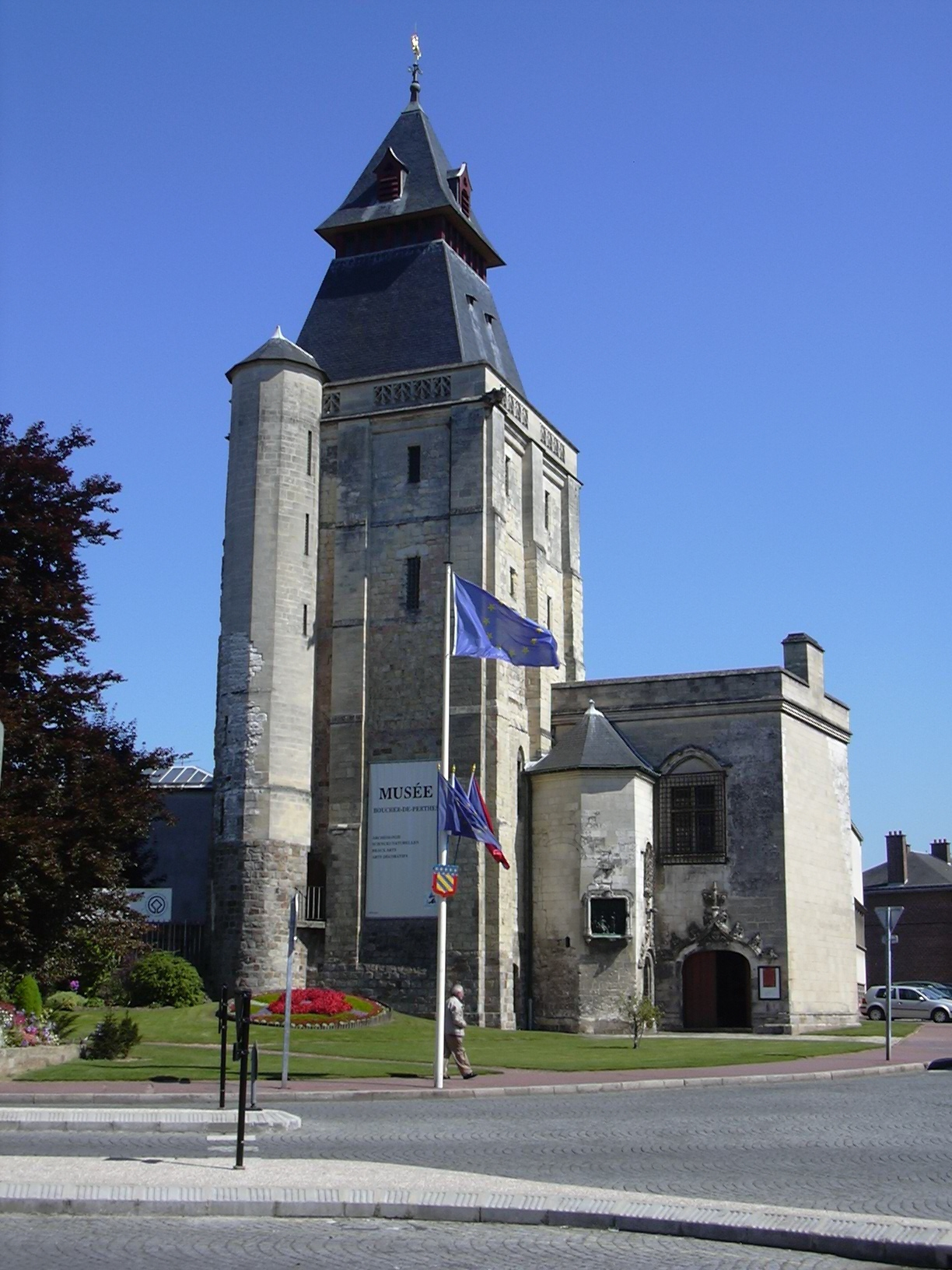
Аббевіль

### Нор-Па-де-Кале

#### Нор
| ID 943—033 | Армантьєр | Бефруа ратуші     |
| ID 943—034 | Байель    | Бефруа ратуші     |
| ID 943—035 | Берг      | Бефруа            |
| ID 943—036 | Камбре    | Бефруа            |
| ID 943—037 | Комин     | Бефруа ратуші     |
| ID 943—038 | Дуе       | Бефруа ратуші     |
| ID 943—040 | Дюнкерк   | Бефруа ратуші     |
| ID 943—039 | Дюнкерк   | Церква св. Елігія |
| ID 943—041 | Гравлін   | Бефруа            |
| ID 943—042 | Лілль     | Бефруа ратуші     |
| ID 943—043 | Лоос      | Бефруа ратуші     |

#### Па-де-Кале
| ID 943—044 | Ер-сюр-ла-Ліс  | Бефруа ратуші |
| ID 943—045 | Аррас          | Бефруа ратуші |
| ID 943—046 | Бетюн          | Бефруа        |
| ID 943—047 | Булонь-сюр-Мер | Бефруа ратуші |
| ID 943—048 | Кале           | Бефруа ратуші |
| ID 943—049 | Еден           | Бефруа ратуші |

### Пікардія

#### Сомма
| ID 943—050 | Аббевіль  | Бефруа                      |
| ID 943—051 | Ам'єн     | Бефруа                      |
| ID 943—052 | Дуллан    | Бефруа                      |
| ID 943—053 | Люше      | Бефруа над міськими брамами |
| ID 943—054 | Рю        | Бефруа                      |
| ID 943—055 | Сен-Рікьє | Бефруа                      |